# Parc provincial Memory Island
Le Parc provincial Memory Island (anglais : Memory Island Provincial Park est un parc provincial de la Colombie-Britannique (Canada) située dans le district régional de Cowichan Valley. Il comprend un ilot au sud du lac Shawnigan (en). Avec une superficie de moins de un hectare, il est l'un des plus petits parcs de la province. Il a été créé en 1945.